# Sajóvámos
Sajóvámos é uma vila situada na região Borsod-Abaúj-Zemplén a Nordeste da Hungria.

## Localización
A vila  está situada numa zona relativamente plana. Limitado também por vários fluxos de água, e pelas montanhas de Walnut Creek, Long Valley Creek e de Sajo Little. As construções na vila são normalmente feitas em cascalho retirado da superfície do rio.

## Aldeias vizinhas
- Sajósenye 2 km
- Sajópálfala 3 km
- Szirmabesenyő 5 km

## História
A primeira referência conhecida do povoamento foi no documento de 1219, Varadi Regestrum encontrado como "Vamus" escrito na forma do nome do género e da propriedade Bebek . A aldeia era propriedade Bebekqu que também construiu o castelo.
Em 1320 a fazenda foi dividida pela família Bebeks, que nos últimos tempos tinham sido os donos da povoação. A aldeia tinha uma grande área onde cobrava impostos no Século XIV . Característica de grande importância para o concelho em diversas ocasiões - em 1343, 1353 - Assembleia Geral realizada aqui. 1445. Bebek lei também permitiu a manutenção do castelo, a família ainda é dona do castelo.
XV. A família Csetneki era agora a dona do povoamento neste século era porque em 1492, II Zápolya disse temos direito de herança à propriedade dos objectos, este protesto deu frutos mais tard, pois em 1500 nós encontramos na posse de "João Zápolya Vamus".
Quando Fernando foi coroado, a rainha Maria doou as propriedades Zápolya Bethlenfalvi e Thurzo Elek. Sajóvámos já era uma vila, e, como tal, no ano seguinte, Ferdinand Azzwpathaki Hencz Mateus. O Bebek fora da família ainda é o detentor de um dos dois municípios, que têm procurado manter não apenas as suas posses, mas também à força partes ocupadas, incluindo Nicholas Dercsényi imobiliário. 1582 Rudolf Sajóvámos e John deu Sajópálfala Gyulay.Século XVI,os proprietários são um factor importante na Mágócsy Gaspar, cujo nome está ligado a uma Reforma na vila.
Sajóvámos foi também uma zona ocupada pelos Turcos, foi, mas ao mesmo tempo, uma parte do castelo Szendrői pertenceu aos turcos, mas eram tributados. Os impostos da vila são regularmente pagos, e eles não são capazes de evitar o pior: em 1599 teve lugar batalha Sajóvámos na periferia de Košice, o comandante das tropas e os turcos. Os turcos venceram a batalha e Sajóvámos também foi saqueada.
Século XX a primeira metade do século  a família Edelsheim Myrick foi a titular da vila. Naquela época a população vivia na produção agrícola, a gravação mercado no Miskolc perto relatado. Antes da Segunda Guerra Mundial, um protestante, um católico romano e um grego fundaram uma escola católica na vila. As instituições culturais e o seu proprietário formaram uma associação. Sajóvámos foi electrificado em 1939.

## Tendências da população
2011: 2 213  14
2010: 2 227  20
2009: 2 247  9
2008: 2 256  23
2007: 2 279  13
2006: 2 266  28
2005: 2 294  9
2004: 2 303  53
2003: 2 250  7
2002: 2 243  3
2001: 2 246  48
2000: 2 198  3

## Detalhes
- Nascidos vivos (1000 habitantes): 5.8 (2008)
- Taxa de mortalidade (1000 habitantes):11.5 mortalidade (2008)
- Pessoal da renda base de receitas fiscais, que é um residente permanente dos 2008 Florim húngaro : 692.966 Florim húngaro
- Pessoal do imposto de renda um residente permanente dos 2008 (Florim húngaro) : 94.329 [Florim húngaro] (2008)
- Casas: 779 casa (2010)